# Валарга (Болцано)
Валарга је насеље у Италији у округу Болцано, региону Трентино-Јужни Тирол.
Према процени из 2011. у насељу је живело 732 становника. Насеље се налази на надморској висини од 868 м.